# Kratochvilka
Kratochvilka (in tedesco Kurzweil) è un comune della Repubblica Ceca facente parte del distretto di Brno-venkov, in Moravia Meridionale.